# Shirský kůň
Shirský kůň (angl. Shire horse) je jedno z nejmohutnějších a největších tažných plemen původem z Anglie. Podobně jako jiná plemena tažných koní vzniklo původně pro válečné účely. Pro svou sílu a velkou nosnost byl rovněž hojně využíván k přepravě těžkých nákladů v zemědělství, průmyslu či dopravě. Jedním z tradičních způsobů využití bylo tažení pivovarských vozů pro rozvoz piva.
Shirský kůň dosahuje kohoutkové výšky 148 až 205 cm a hmotnosti 1 000 až 1 220 kg. Nepatrně vyšších rozměrů dosahuje hřebec. Shirský kůň se vyskytuje v barvách hnědák, vraník, bělouš, grošák, ale i v jiných zbarveních s bílými odznaky. Vraníci a hnědáci mají většinou velké bílé odznaky.
Toto plemeno bylo vyšlechtěno v polovině 18. století v Anglii. První chovatelská asociace a plemenná kniha byla založena v 70. letech 19. století. Na počátku 20. století existovala ještě velká populace těchto koní a mnoho z nich bylo vyvezeno do dalších zemí – Severní a Jižní Ameriky, Ruska nebo Austrálie. S postupnou mechanizací zemědělství a dopravy klesala potřeba tažných koní a v 60. letech 20. století se  tak v důsledku toho počet shirských koní snížil z původně více než milionu kusů na několik tisíc. I přesto se našel malý počet chovatelů, kteří se toto plemeno pokusili zachovat. Od 70. let 20. století se populace těchto koní začala zvyšovat, ale např. charitativní organizace Rare Breeds Survival Trust stále považuje plemeno za ohrožené.

## Historie
Shirský kůň je potomkem velmi známého anglického koně, tzv. Great Horse, jenž se stal rytířským válečným koněm středověku. Jeho zástupce byl zapsán do Guinnessovy knihy rekordů jako největší kůň na světě. Byl to valach jménem Samson, narodil se v roce 1846 v Anglii a jeho oficiální měření proběhlo v jeho čtyř letech. V této době měřil téměř 220 cm (přesně 219,7 cm) v kohoutku a dosahoval váhy 1 524 kg. Později bylo plemeno kříženo pravděpodobně s importovanými frískými hřebci a v 16. až 17. století s flámskými (neboli vlámskými) či tzv. flanderskými koňmi. Zakladatelem chovu byl hřebec Packington Blind Horse z Ashby-de-la-Zouche, žijící v letech 1755–1770, a od tohoto období získal shirský kůň podobu, kterou si z velké části zachoval dodnes. O více než sto let později, roku 1878, byla založena chovatelská společnost pod názvem Old English Cart Horse Society a také plemenná kniha. V roce 1884 se společnost přejmenovala na Shire Horse Society a od té doby se plemeno nazývá shirským. Po vzniku společnosti Shire Horse Society se stal shirský kůň známějším, získával ocenění na nejvýznamnějších zemědělských přehlídkách a upoutal pozornost zahraničních kupců. Brzy se tak začal vyvážet až do Severní a Jižní Ameriky, Ruska nebo Austrálie. Například do USA byli první shirští koně dovezeni v roce 1853 a jejich popularita tam dosáhla vrcholu v 80. letech 19. století.
Původně sloužil shirský kůň ve středověkých válkách, protože unesl rytíře v těžké zbroji i se zbraněmi (ti mohli s výzbrojí vážit až 180 kg), ale zároveň byl i dostatečně agilní. Poté, během mimo válečných období, byl využíván cca 250 let díky své síle v zemědělství a dopravě. V průběhu 1. a 2. světové války se opět stal válečným koněm a táhl těžké dělostřelectvo v těžkých podmínkách. Po 2. světové válce kvůli rostoucí mechanizaci a přísných předpisech o nákupu krmiv shirský kůň téměř vyhynul; v 60. letech 20. století počet shirských koní klesl z více než milionu kusů na pouhých několik tisíc. I přesto se našel malý počet chovatelů, aby toto plemeno zachránili.

### Současnost
K roku 2025 světová populace těchto koní čítá více než 2 000, ale méně než 3 000 jedinců, z nichž nejméně polovina žije v USA. Charitativní organizace Rare Breeds Survival Trust, jejímž účelem je zajistit existenci a životaschopnost původních genetických zdrojů hospodářských zvířat ve Spojeném království, považuje plemeno za ohrožené. Podle některých chovatelů je dokonce stále ohroženo vyhubením.

## Popis

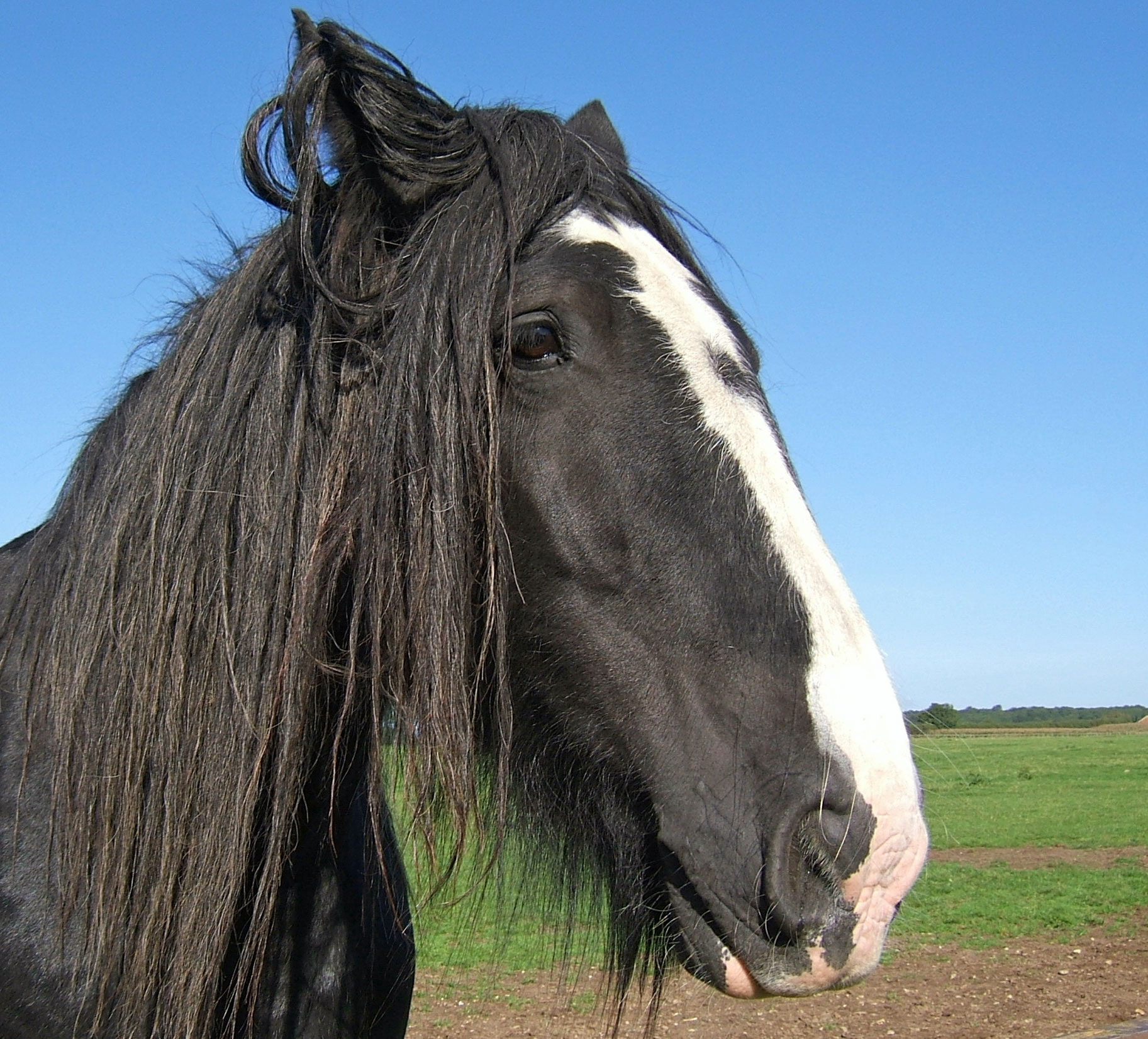
Detail hlavy

Shirský kůň je jedno z největších plemen na světě. Kohoutková neboli hůlková výška se pohybuje mezi 148 až 177 cm, dle jiných zdrojů dosahuje běžně výšky do 185 až 190 cm, nebo až 205 cm. Se zdvihnutou hlavou pak atakuje výšku dva a půl metru. Nepatrně vyšších rozměrů dosahují hřebci, řádově o pár centimetrů. Plně dorostlý shirský kůň může vážit okolo jedné tuny, například 1016 až 1219 kg. Životnost shirského koně je 20 až 30 let, ale v dobrých podmínkách (při správné péči) se může dožít až 35 let. Vyskytuje se v barvách hnědák, vraník, bělouš, grošák, ale i v jiných zbarveních s bílými odznaky. Vraníci a hnědáci mají většinou velké bílé odznaky (na těle však nejsou žádoucí). Britský standard plemene nepovoluje kaštanové barvy nebo barevný vzor roan (charakterizovaný více či méně početným výskytem bílých chlupů na těle).

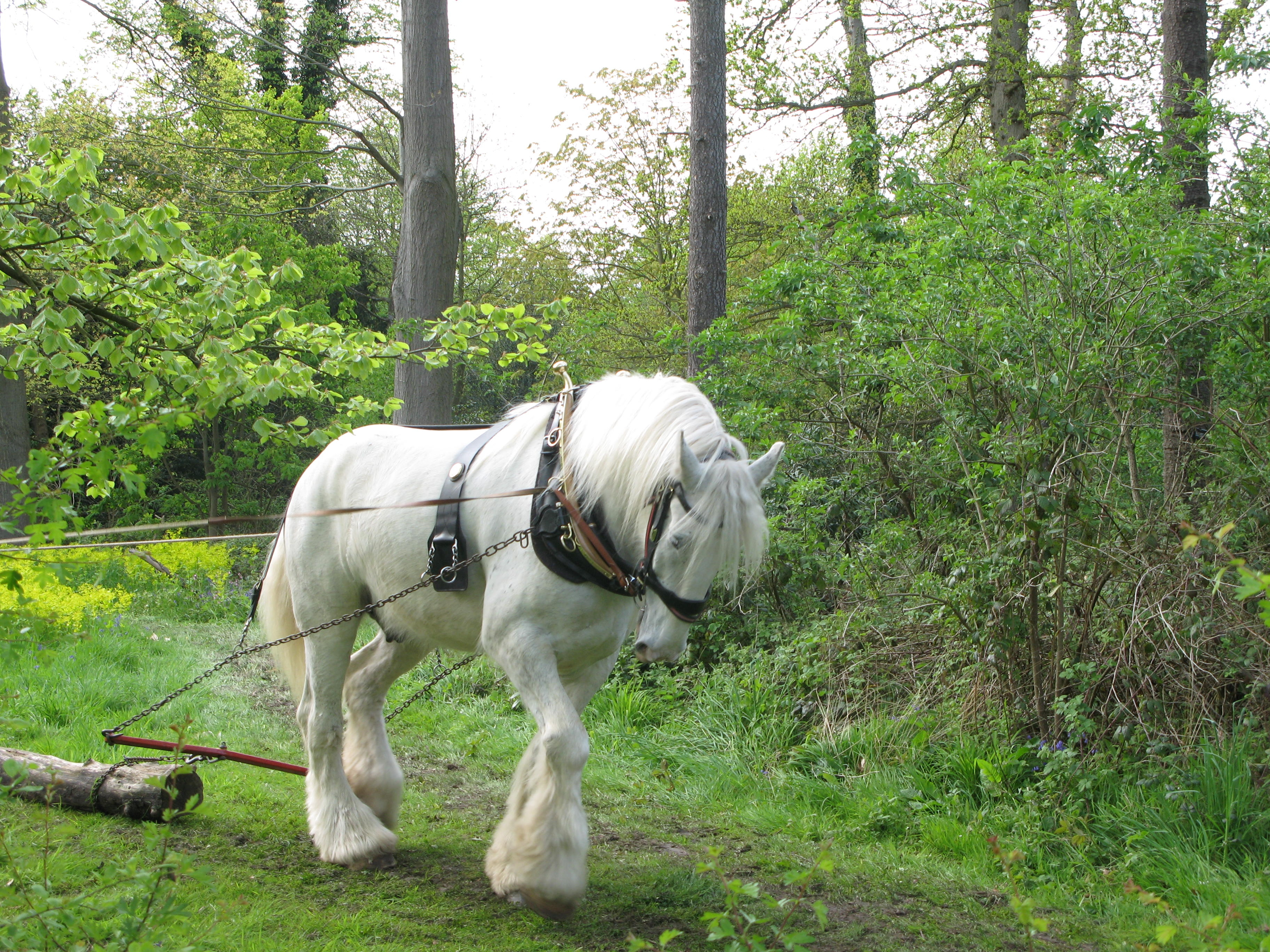
Bílý shirský kůň, takzvaný bělouš

Shirský kůň má špičaté a velmi pohyblivé uši, díky nimž je pozornější a vnímavější. Hlava tohoto plemene je středně velká, široká mezi očima a profil má mírně klabonosý (klabonosý znamená, že má hlava koně z profilu vyboulenější tvar, než je tomu např. u arabského plnokrevníka, který má tvar hlavy takzvaně „štičí“, což znamená prohnutý). Některým jedincům vyrůstá na horním pysku knírek, tzv. horsetache. Krk je na poměry zavalitého těla nezvykle dlouhý, ale i přesto působí harmonicky. U hřebců je vidět výrazný tukový hřeben. Hrudník má hluboký, prostorný pro dostatečný rozvoj plic, dosahuje obvodu 180 až 245 cm. Plece má dobře tvarované pro nasazení chomoutu. Hřbet je krátký, osvalený, nesmí být prosedlaný (příliš měkký a propadlý) či kapří (kapří hřbet je mezi kohoutkem a bedry vyklenutý následkem vadného utváření obratlových trnů, který údajně zhoršuje pohyblivost páteře, koně to však v pohybu neomezuje). Přední končetiny by měly být rovné až k nadprsí. Končetiny jsou poměrně dlouhé, osvalené, s dlouhými spěnkami a širokými, plochými hlezny. Obvod holeně je 28 až 30 cm. Rousy jsou mohutné a dlouhé, s hedvábnou nebo jemnou srstí, většinou bílé. Vyrůstají vpředu nad karpálními a vzadu nad hlezenními klouby. Mohutná kopyta připomínají svou velikostí talíř. Jsou odolná vůči opotřebení a zpravidla není nutné je kovat.

### Možná záměna
Shirský kůň je díky svému vzhledu a ojedinělé velikosti jedním z nejsnáze rozpoznatelných plemen koní. Velmi podobné je mu pouze plemeno clydesdale, s nímž byl v 50. a 60. letech 20. století též křížen, které však dorůstá menších velikostí. Pokud ale koně nelze rozpoznat na základě fyzických parametrů, dalším vodítkem může být rozdíl z profilu hlavy: zatímco shirský kůň má profil konvexní (vypouklý), plemeno clydesdale má profil hlavy takřka rovný.

## Charakter

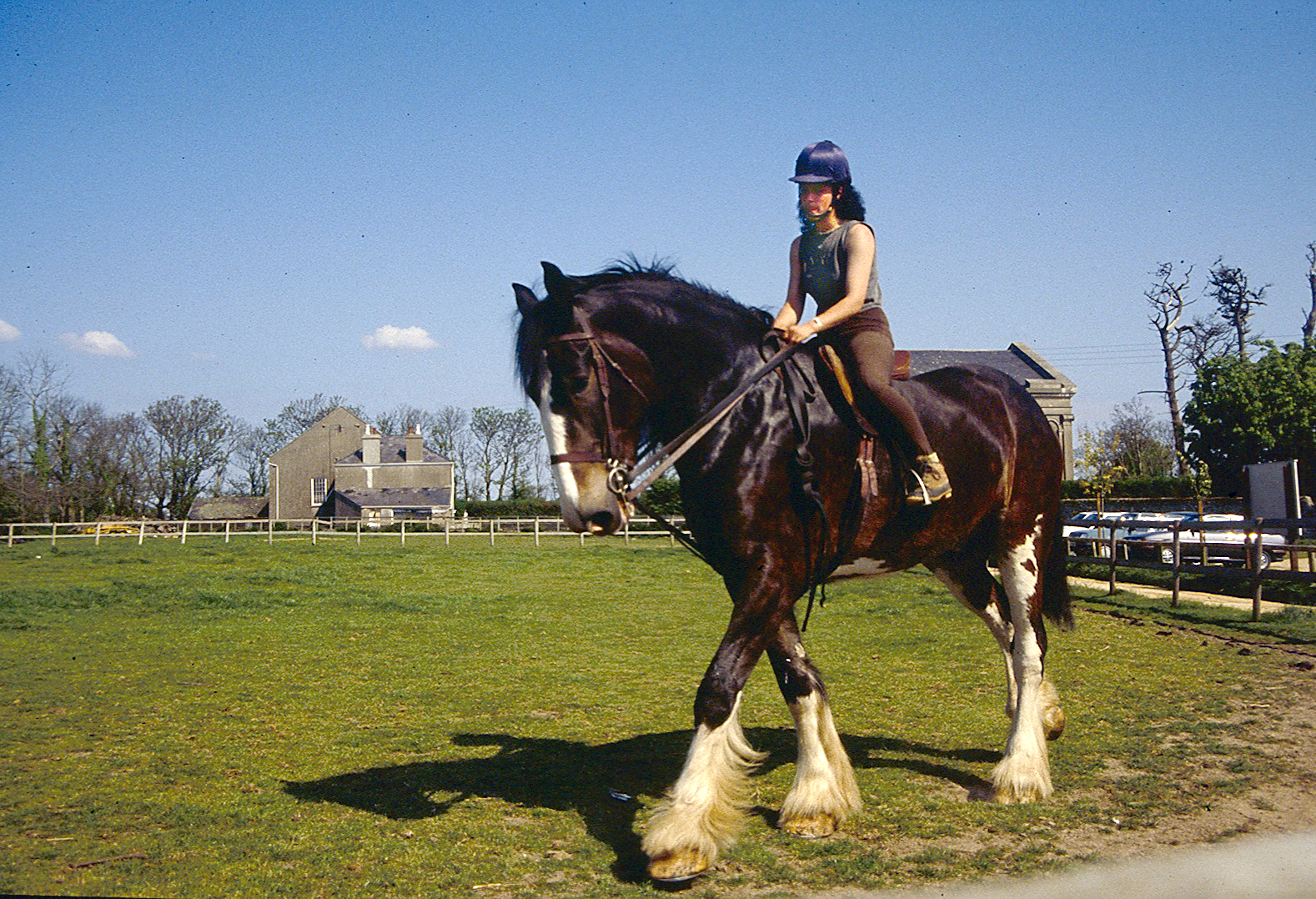
I přesto, že je kůň mohutný, je snadno ovladatelný a jemný

Shirští koně patří mezi chladnokrevníky, kteří mají velice klidný a vyrovnaný temperament, ale ve vypjatých situacích mohou být tvrdohlaví. Toto plemeno má velice prostorný krok a klus s výrazným a dobrým posunem vpřed. Jinak má klasický cval, popřípadě trysk. Shirský kůň je pomalejší, ale vyniká svou největší tažnou silou. Podle některých zdrojů dokáže pár shirských koní utáhnout náklad o hmotnosti 45 až 50 tun. Přes svou velikost a sílu je však v zásadě jemný a snadno ovladatelný i dětmi. Bez problému snese kontakt i s lidmi, které nezná, nebo přítomnost jiných zvířat. Podobně jako u jiných koní i shirský kůň se nejlépe cítí ve společnosti dalších koní, poníků, mul či oslů.
Mírná povaha koně v kontrastu s tělesnou velikostí a potenciální silou mu vynesla přezdívku něžný, jemný či hodný obr.

## Potrava
Shirští koně konzumují standardní stravu pro koně – kvalitní seno, obilniny, zeleninu, ovoce či směs trávy a luštěnin. Vzhledem k jejich velikosti vyžadují pro dobrou fyzickou kondici větší množství potravy i vody, ale kvůli pomalému metabolismu mohou být také náchylní k nadváze. Někteří veterináři doporučují dietu s vysokým obsahem tuků z důvodu prevence před onemocněním PSSM (více viz níže v sekci Nemoci).

## Rozmnožování
Klisna je březí zhruba 340 dní (11 měsíců). Během této doby by měla být klisna pečlivě sledována a v případě potřeby zkontrolována veterinářem. S blížícím se porodem je ideální oddělit klisnu od zbytku stáda. Pro bezpečný porod se doporučuje odstranit sedlo a jakékoliv další řemeny, aby mohlo hříbě bezpečně spadnout na zem. Porod trvá přibližně 30 minut. Hříbě jde na svět napřed předníma nohama, hlavou a poté zbytkem těla. Jakmile se hříbě narodí, klisna ho olíže, čímž stimuluje jeho krevní oběh. Během první hodiny svého života by se mělo hříbě postavit na své nohy a sát od matky.

## Využití

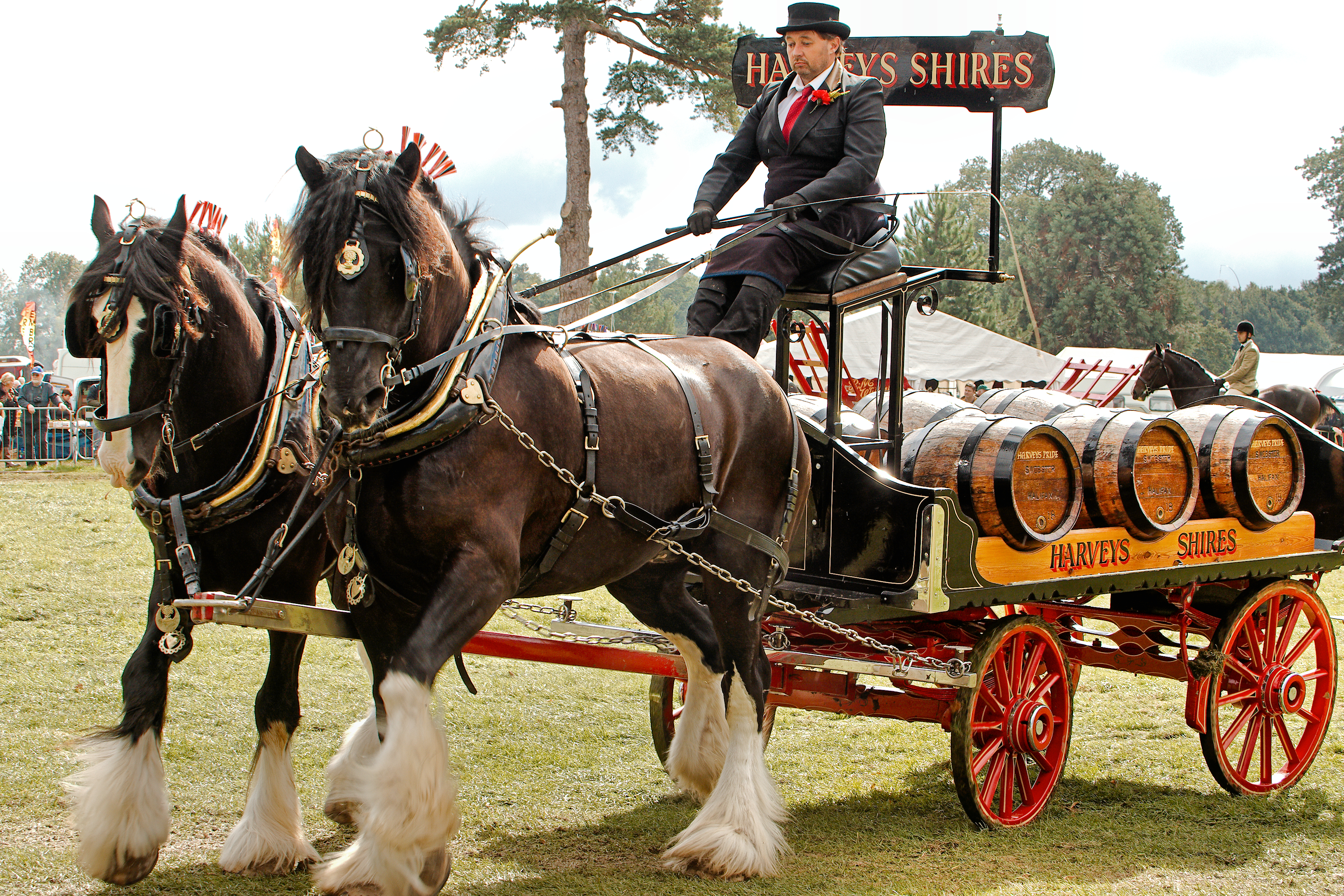
Koně v zápřahu táhnoucí povoz

Shirští koně se i dnes stále využívají v zemědělství. Můžeme je vidět ve spřežení, jsou oblíbení při různých rytířských šou, kde se předvádějí v netradičních historických postrojích, nebo jako vynikající drezurní koně, ale jsou to i výborní společníci pro ježdění ve volném čase. Nesmíme také zapomínat na jejich – dnes již nevelkou – úlohu coby „lesních dělníků“ nebo pivovarských koní. Dnes vídáme ukázky tohoto koňského řemesla na různých výstavách a soutěžích.

## Náročnost chovu
V Česku se shirští koně příliš nechovají kvůli jejich pořizovací ceně a složitému transportu z Anglie (více viz níže v kapitole Chov v Česku). Pořizovací cena koně se může pohybovat mezi 2 000 až 25 000 americkými dolary, v závislosti na výcviku, stáří jedince a podobně. Nevýhodou samotného chovu je i vyšší spotřeba krmiva.

### Nemoci

#### Chronický progresivní lymfedém (CPL)
Plemeno je náchylné k chronickému progresivnímu lymfedému (Chronic Progressive Lymphedem). Toto onemocnění způsobuje otoky končetin, kvůli kterému jsou oslabené. Léčba může průběh nemoci zpomalit.

#### Myopatie ukládání polysacharidů (PSSM)
Podobně náchylné je na PSSM (Polysaccharide Storage Myopathy – myopatie ukládání polysacharidů), geneticky podmíněné onemocnění, které ovlivňuje svaly koní. Toto onemocnění je charakterizováno akumulací nadměrného množství glykogenu (typu polysacharidu) ve svalech. Glykogen je forma energie ukládaná ve svalových buňkách, ale u koní s PSSM dochází k abnormálnímu hromadění tohoto polysacharidu, což může vést k problémům s pohybovým aparátem. Typickými příznaky jsou svalová slabost, bolest a ztuhlost, křeče, nadměrné pocení a neochota či odpor k pohybu. I když je nemoc nevyléčitelná, správným cvičením resp. každodenním pohybem a úpravou stravy s maximálním snížením cukru a sacharidů ji lze výrazně utlumit.

#### Syndrom třesu
Syndrom třesu, nebo též třes koní, je neurologické onemocnění, které postihuje svaly zadních nohou a někdy i ocas zvířete. Tento stav, i když se dále nešíří, může vážně ovlivnit kvalitu života koní. Nemoc jim ztěžuje chůzi (zejména vzad), klus i obyčejné stání na místě a výrazně tak omezuje jejich výkonnost. Příčiny syndromu nejsou zcela známy, ale může souviset s degenerací axonů Purkyňových buněk v mozečku a tedy rozpadem specifických nervových vláken zodpovědných za řízení motorických funkcí.

## Chov v Česku
Shirské koně lze nalézt například v Zoo Vyškov, Zoo Chomutov nebo také ve výběhu na kraji obce Rybník u České Třebové. Na začátku roku 2022 bylo na Ústřední evidenci koní České republiky ve slatiňanském hřebčínu zapsáno 48 koní tohoto plemene.

## Ve filmu
V animovaném filmu Rebelka je společníkem hlavní hrdinky Meridy shirský kůň jménem Angus.